# Zoológico Tennōji

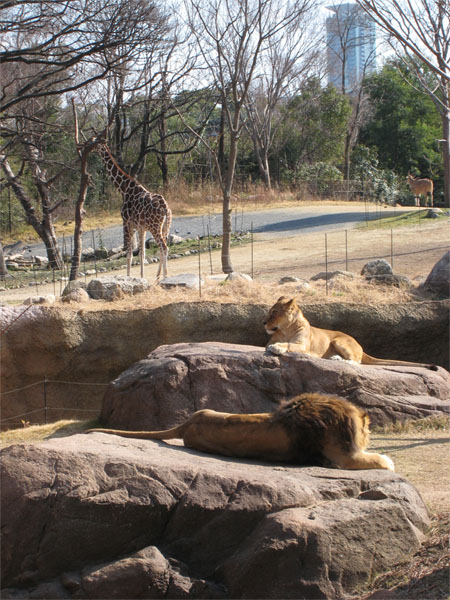
Vista del zoólogico.

El Zoológico Tennōji (天王寺動物園 Tennōji Dōbutsuen?) es un zoólogico situado en el Tennōji Park en Tennoji-ku, Osaka, Japón. El zoológico abrió el 1 de abril de 1915.
El zoológico cuenta con adyacentes zonas de sabana para los animales herbívoros y carnívoros, de forma de que los animales puedan estar compartiendo el mismo espacio.
Muchos turistas critican el zoológico por sus condiciones insalubres, pequeñas jaulas, y la aparente falta de atención a los animales, de los cuales incluyen especies en peligro de extinción.